# Metropolia kantońska
Metropolia kantońska – metropolia Kościoła rzymskokatolickiego w Chińskiej Republice Ludowej. Erygowana w dniu 11 kwietnia 1946 roku. W skład metropolii wchodzi 1 archidiecezja i 6 diecezji.
W skład metropolii wchodzą:
- Archidiecezja kantońska
  - Diecezja Beihai
  - Diecezja Hongkongu
  - Diecezja Jiangmen
  - Diecezja Jiaying
  - Diecezja Shantou
  - Diecezja Shaoguan